# Jüdischer Friedhof (Osterholz-Scharmbeck)
Der Jüdische Friedhof Osterholz-Scharmbeck ist ein jüdischer Friedhof in der Stadt Osterholz-Scharmbeck im niedersächsischen Landkreis Osterholz.
Der Friedhof, der sich in der Straße Klosterkamp befindet, wurde etwa ab 1765 bis 1939 belegt. Es sind 74 Grabsteine vorhanden.